# Euthalia dirteana
Euthalia dirteana är en fjärilsart som beskrevs av Corbet 1941. Euthalia dirteana ingår i släktet Euthalia och familjen praktfjärilar. Inga underarter finns listade i Catalogue of Life.